# Kvillinge kyrka
Kvillinge kyrka är en kyrkobyggnad i Kvillinge i Linköpings stift. Den är församlingskyrka i Kolmårdens församling.

## Kyrkobyggnaden
Kyrkobyggnaden är en vitputsad salkyrka i sten och består av långhus med smalare kor i öster och ett massivt torn med slank spira i väster. På norra sidan en sakristia. Ingångar finns både från söder och väster.
Salkyrkan har stora rundbågiga fönster. Troligen redan under 1100-talet byggdes här en kyrka i sten, bestående av långhus och smalare kor, i öster avslutat med en absid. Den hade små, högt liggande fönstergluggar och var försedd med säteritak. Ett torn i väster kan ha kommit till samtidigt eller något senare. Dess ljudgluggar bestod av små rundbågade öppningar antagligen försedda med en mittkolonnett. Man tror sig veta att kyrkan byggdes ut senast under 1300-talet med två korsarmar, en i norr och en i söder. Samtidigt torde koret ha erhållit samma bredd som långhuset.
Någon gång under 1400-talet breddades kyrkan mot söder och den blev tvåskeppig. En sakristia byggdes på norra sidan och kyrkan välvdes. Vapenhuset i söder fick en utformning som antyder att den uppförts under första hälften av 1600-talet. När det västra vapenhuset kom till är oklart.
År 1700 vitlimmades hela kyrkan ut- och invändigt av murmästaren Christian van Barel. Kyrkans valv revs 1748 när man uppförde ett nytt tresidigt kor. Samma år förlängdes kyrkan åt väster.
Carl Fredric Broocman berättar i mitten av 1700-talet "Kyrkan har av ålder warit en liten och trång Korß-Kyrka, upbyggd på Krono och Frälse grund, 3 fjerdedels mil ifrån Norrköping; men sedan hon, så wäl på längden som Södra sidon, uti urminnes tid blifwit tilbyggd, håller hon nu i längden med Choret 43 och en half aln, och i bredden 20 och 5 ottondedels alnar. Choret innehåller 14 och en half aln i längd och bredd, och blef år 1748, med ansenliga Fenster, från grunden upmuradt och bekostadt af Öfwerste-Lieutenantents och Commendantens Johan Bæhrs Änke-Fru, Friherrinnan Christina Oxenstierna. Ingen Altartafla är här, ej eller wet någon säga, at här någon förr warit, emedan gafwel-fenstret så för thetta, som nu, sedan Choret tilbyggdes, warit öfwer Altardisken. Prädikstolen ses wara förärad til Kyrkon år 1700, af Rusthållaren Bengt Bengtsson på Lund, och är han gjord af Bildthuggare, samt med Frälsarens och Evangelisternas bilder beprydd. Orgelwerket består af 6 stämmor. Grafwar äro här till Björnsnäs och Malmö Säterier. [...] Kyrkan har ett spetsigt Torn; men Klockorna hänga dock i Trästapel; [...]
Emellertid ökade befolkningen kraftigt i socknen. Knappt trettio år efter den föregående ombyggnaden väcktes tanken på en ny kyrka. Byggmästare Pousette, som besiktigade kyrkan 1775 gjorde upp ett förslag till förlängning av långhuset åt väster och ett nytt torn. Brukspatronen Jacob Graver, ägare av Hults bruk ansåg dock att den befintliga kyrkan var tillfyllest, varför förslaget lades åt sidan.
År 1783 togs diskussionerna åter upp och nu blev man eniga om att göra slag i saken. Murmästare Törnberg gjorde upp ett förslag, som sändes in till Konungen för fastställelse. Efter revidering av konduktören Jacob Wulff vid Öfverintendentsämbetet fastställdes ritningen 1783. Kontrakt om bygget tecknades följande år med murmästaren Jonas Lindqvist från Skänninge. Den senmedeltida sakristian och det lilla vapenhuset revs. Norra korsarmen behölls men utvidgades åt väster och inreddes till sakristia. Över denna påbörjades ett nytt torn. Den valda konstruktionen var emellertid för komplicerad för murmästaren och tornet rasade. I stället för torn uppfördes 1788 en klockbod på kyrkogården. I och med ombyggnaden försvann alla spår av medeltid; i stället reste sig ett tidstypiskt gustavianskt kyrkorum.
I nära etthundra år stod kyrkan oförändrad, men på 1890-talet genomfördes en omfattande och hårdhänt restaurering och renovering. Det kyrktorn, som hade planerats redan under 1780-talet, uppfördes år 1927 efter ett förslag av arkitekten K. M. Westerberg. Där hänger nu två kyrkklockor, storklockan gjuten 1693 och lillklockan gjuten 1758.
Vid en senare restaurering enligt ett förslag utarbetat av arkitekten Kurt von Schmalensee, Norrköping, har man behållit 1890-talskaraktären men givit interiören en ljusare färgsättning. Under orgelläktaren skapades nya utrymmen för kapprum, brudkammare och förråd. Den högtidliga återinvigningen ägde rum på tacksägelsedagen den 6 oktober 1968.
1877 bestämdes vid maj månads kyrkostämma att installera 3 stycken s. k. Gurneyska ugnar för uppvärmning av kyrkan efter att nya fönsterbågar i gjutjärn insatts och kyrkans valv blivit tätade.

## Inventarier
- Altartavla målad av Pehr Hörberg visande Jungfru Marias kyrkogång, skänkt 1788 av församlingsbor. Under 1890-talet byttes Pehr Hörbergs målade infattning ut mot en ny omramning med skulpterade ornament i tidens stil.
- Dopfunt, av mässing med rik dekor, skänkt 1664 av överstelöjtnant Johan Adolf Stuart och hans hustru Anna på Lida gård. Tillhörande dopfat av driven mässing är ritat av Märtha Gahn och tillverkat 1955 av silversmeden Bertil Berggren-Askenström.
- Predikstol, skänkt 1700 av Bengt Bengtsson, Lunds gård. Målningen och en ny trappa tillkom 1769. Vid uppsättningen i nya kyrkan gjordes ytterligare förändringar liksom i samband med kyrkans renovering under 1890-talet, då all färg avlutades och den skulpterade dekoren delvis förändrades. Skulpturerna med Kristus och evangelisterna är dock oförändrade.
- Skulpturer, föreställande Marie kröning och helgonen Sankt Erik och Sankt Olof, enda bevarade rester från ett medeltida altarskåp.
- Relief från 1400-talet föreställande Kristus och Jungfru Maria.
- Orgelfasad, ritad av A. Törnqvist, ritningen fastställd år 1879.
- Antependium från 1673.
- Begravningsvapen i stort antal, det äldsta uppsatt till minne av hovjunkare Claes Slatte på Malmölandet, död 1677.
- Storklockan, gjuten 1693 av Mikael Baders änka i Stockholm.
- Lillklockan, gjuten 1758 av Magnus Hultman i Norrköping.
- Primklocka (eller sanctusklocka) av medeltida ursprung.

### Orgel
- På 1750-talet fanns, enligt Carl Fredric Broocman, ett sexstämmigt orgelverk. Enligt Hülper fanns ett orgelverk med sex stämmor.[2]
- 1824: Johan Petter Åberg, Vassmolösa, byggde ett orgelverk.
- 1880–1882: Marcussen & Søn, Aabenraa, Danmark byggde en orgel.
- 1936–1937: Orgeln byggdes om av Hammarbergs Orgelbyggeri AB, Göteborg. Orgeln är pneumatisk.

| Manual I        | Manual II                             | Pedal        | Koppel       |
| Borduna 16’     | Flöjtprincipal 8’                     | Subbas 16’   | I/P          |
| Principal 8’    | Gedackt 8’                            | Principal 8’ | II/P         |
| Hålflöjt 8’     | Kvintadena 8’                         | Gedackt 8’   | II/I         |
| Gamba 8’        | Salicional 8’                         | Oktava 4’    | 4’ I/I       |
| Oktava 4’       | Principal 4’                          | Basun 16’    | 16’ II/I     |
| Kvinta 2 2/3’   | Flöjt 4’                              |              | 4’ II/I      |
| Oktava 2’       | Blockflöjt 2’                         |              |              |
| Mixtur IV chor. | Sesquialtera II chor. 2 2/3’ + 1 3/5’ |              |              |
| Trumpet 8’      | Tremulant                             |              | 3 fria komb. |

#### Kororgel
- 1989: A. Magnusson Orgelbyggeri AB, Gunnarsjö levererar under sommaren en helmekanisk kororgel, byggd av Ernst Burgman.

| Huvudverk I     | Svällverk II                          | Pedal      | Koppel |
| Principal 8’    | Rörflöjt 8’                           | Subbas 16’ | I/P    |
| Gedackt 8’      | Fugara 8’                             | Gedackt 8’ | II/P   |
| Oktava 4’       | Principal 4’                          |            | II/I   |
| Traversflöjt 4’ | Gemshorn 4’                           |            |        |
| Kvinta 2 2/3’   | Waldflöjt 2’                          |            |        |
| Oktava 2’       | Sesquialtera II chor. 2 2/3’ + 1 3/5’ |            |        |
| Mixtur IV chor. | Scharf III chor.                      |            |        |
|                 | Oboe 8’                               |            |        |
|                 | Crescendosvällare                     |            |        |

## Galleri

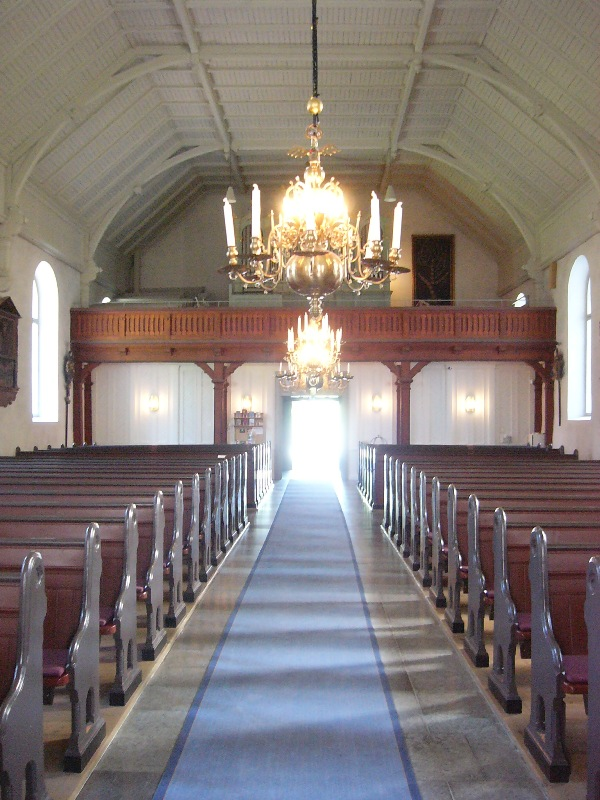
Kyrkorum mot väster
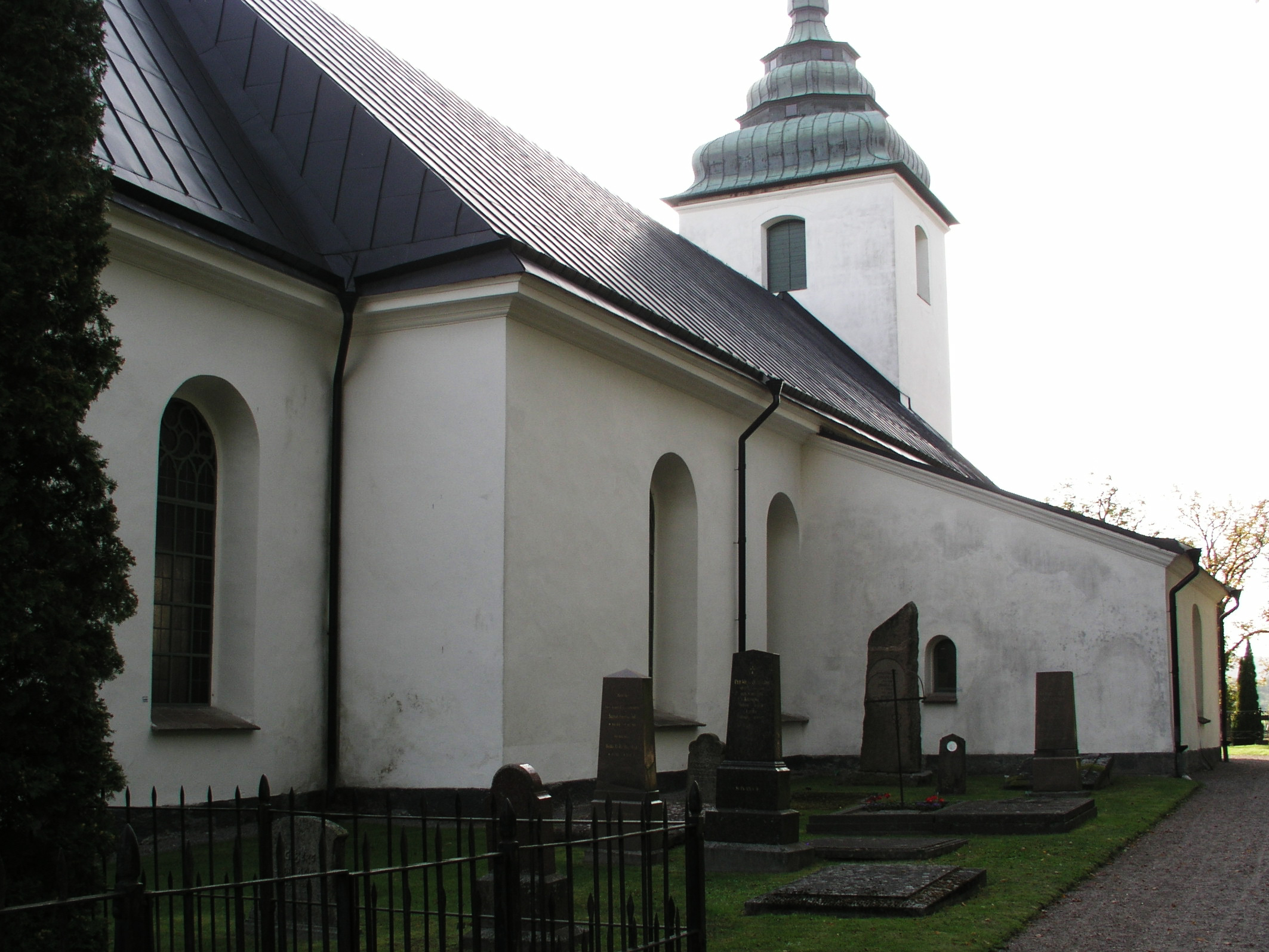
Kvillinge kyrka från nordöst
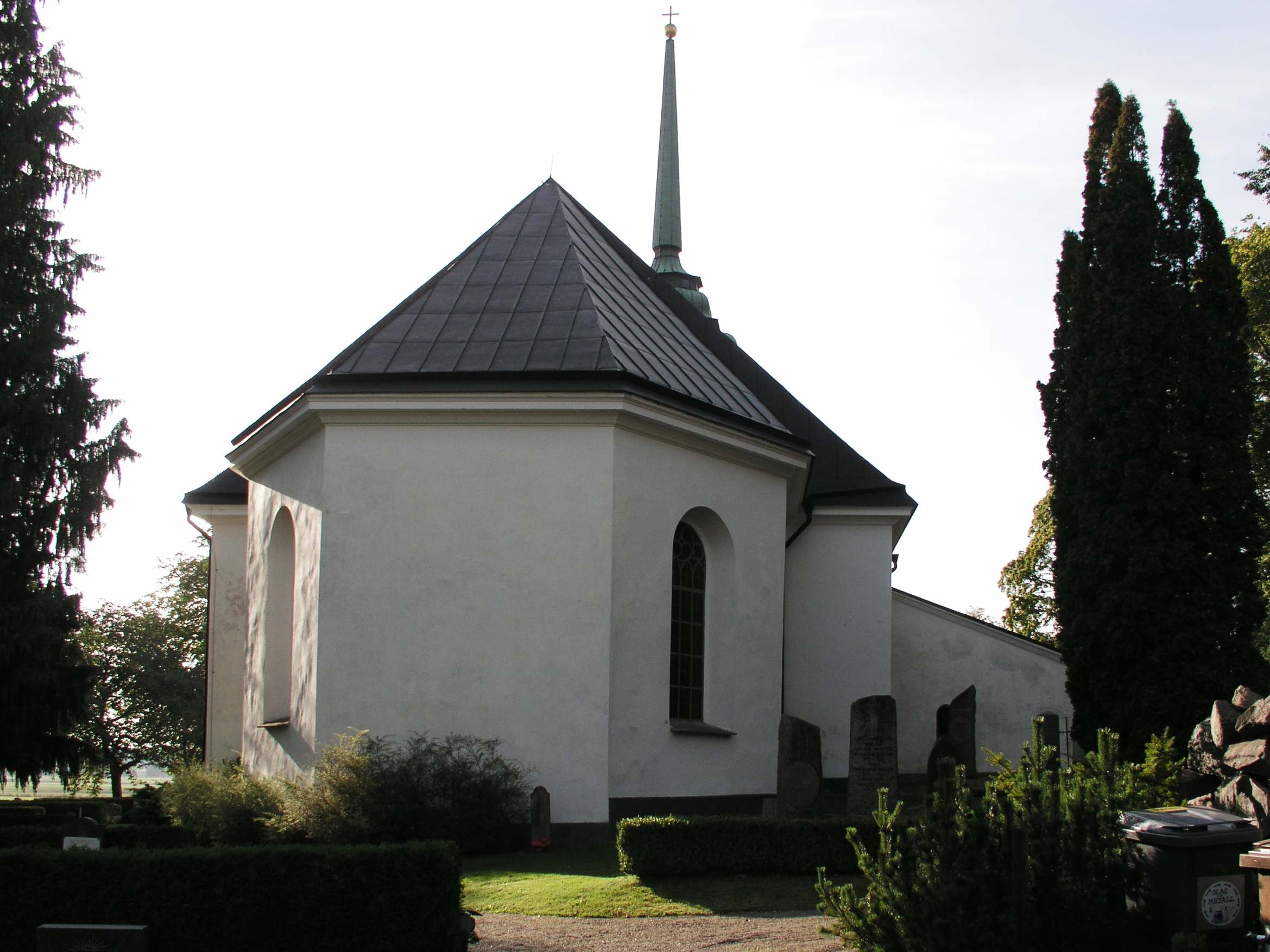
Koret från öster
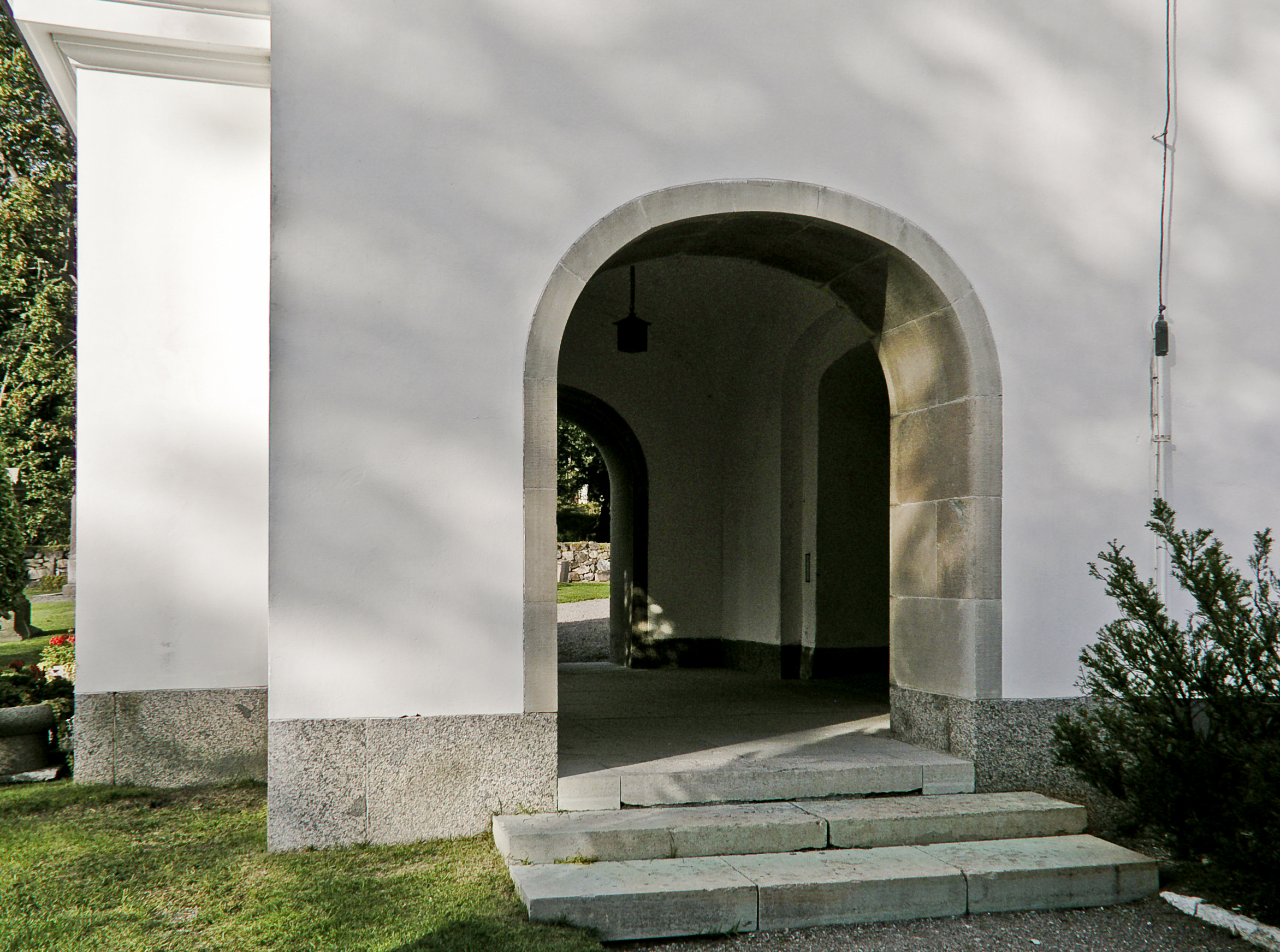
Ingångsportal i tornet